# 双葉病院
医療法人博文会双葉病院（いりょうほうじんはくぶんかいふたばびょういん）は、福島県双葉郡大熊町にあった精神科病院。
当院周辺は東京電力福島第一原子力発電所から約4.5kmの位置にあり、東日本大震災による福島第一原子力発電所事故による警戒区域内（2012年12月10日からは帰還困難区域）に位置しているため閉鎖された。
2022年8月から福島県いわき市鹿島町飯田のいわき開成病院の敷地内に2期にわたり工事を行い順次移転し、2025年秋以降にいわき市で全面開院を目指すことになった。

## 診療科
- 内科
- 精神科
- 神経科

## 福島第一原子力発電所事故
東日本大震災とそれによる福島第一原子力発電所事故に伴う避難行動の混乱により、多数の患者が死亡し、一時は医療関係者の責任放棄があったとの誤報が生じている。
東北地方太平洋沖地震発生当時、同院には認知症患者ら340人が入院。近隣の傍系の介護老人保健施設「ドーヴィル双葉」には98人が入所していた。同夜、福島第一原子力発電所の事態を知った病院スタッフらは、大熊町に対し対応を要請。翌12日早朝には大熊町全町民に対し避難指示が出された。
第1陣として、移送可能な患者209人と医師らがバス5台で避難した。患者・入所者227人と病院の院長、ドーヴィルの施設長・事務課長は次の救助隊の来援に向け、病院とドーヴィルに待機していたものの、この情報は共有されていなかった。このためもあって、13日に救助は来なかった。
3月14日朝6時半、ドーヴィルの全入所者98人と、双葉病院の患者のうち34人が、自衛隊の車両で福島県いわき市の高校へ向かうが、移動に14時間を要した。車内で3人が死亡し、搬送先の病院をあわせ計24人が死亡した。院長とドーヴィルの施設長・事務課長、避難先から戻った医師・看護助手らは、電力や水道が使えない中、残る95人の患者の看護に当たった。救援の自衛隊部隊は、原子力発電所の状況の切迫性を受け、一時退避を行っており、行動に遅れが生じている。
14日夜、院長・病院スタッフらは福島県警察から避難を命じられ、患者を残し警察車両により移動させられた。病院に戻ろうとしたが、許可されなかった。残留患者数を把握できていなかった自衛隊は、15日以降も、救援隊を複数回派遣し、患者の搬送を行った。残る95人は、病状を把握していない自衛官らにより15日午後までに避難完了したが、避難途中に7人が死亡し、最終的にはドーヴィル双葉の入所者を含め50人が死亡した。
この件に関し、福島県災害対策本部は、避難時に医療関係者が残留していなかった旨を広報し、一部の大手マスメディアは「院長が患者を置き去りにした」と報道する事態となった。しかしながら、医療関係者は避難の指揮を執っており、3月14日の移動も自衛隊との合流を目指したものであったことから、医療関係者が「責任を放棄した」というプレスリリースは誤報であり、県災害対策本部は後に訂正を行っている。

## いわき市への移転
運営する医療法人博文会では、いわき市鹿島町飯田のいわき開成病院の敷地内に2022年8月から2期にわたり工事を行い移転することになった。
1期の工事は2022年8月1日から2023年9月30日の予定で、一部開院後、いわき開成病院は閉院となる。2期の工事は2024年7月から2025年10月の予定で増築が行われる予定。

## 交通アクセス
- JR東日本常磐線大野駅下車。